# Geografija Tibeta
Geografija Tibeta je sestavljena iz visokih gora, jezer in rek, ki ležijo med srednjo, vzhodno in južno Azijo. Tradicionalno so zahodni (evropski in ameriški) viri Tibet obravnavali kot del Srednje Azije, čeprav današnji zemljevidi kažejo trend, da se vsa sodobna Kitajska, vključno s Tibetom, obravnava kot del Vzhodne Azije. Tibet pogosto imenujejo »streha sveta«, saj obsega planota s povprečno več kot 4950 metri nadmorske višine z vrhovi na 6000 do 7500 m, vključno z Mount Everestom na meji z Nepalom.
Geološki izvor Tibeta sega 60 milijonov let nazaj v čas počasnega in velikega trka med Indijsko podcelino, takrat ogromnim otokom, in ostalo Azijo. To teorijo potrjuje prisotnost morskih fosilov v Tibetu, daleč od katerega koli današnjega morja.

## Opis
Na severu in vzhodu jo omejuje Veliko kitajsko nižavje (kitajsko: 中原; pinjin: Zhōngyuán), na zahodu in jugu pa Indijska podcelina (Ladak, Spiti in Sikim v Indiji ter Nepal in Butan). Večina Tibeta leži na vrhu geološke strukture, znane kot Tibetanska planota, ki vključuje Himalajo in številne najvišje gorske vrhove na svetu.
Visoki gorski vrhovi so Čangtse, Lotse, Makalu, Gauri Sankar, Gurla Mandhata, Čo Oju, Džomolhari, Gjačung Kang, Gjala Peri, Kailaš, Kavagebo, Khumbutse, Melungtse, Njainčentanglha, Namča Barva, Šišapangma in Jangra. Gorski prelazi so Čerko la in North Col. Manjše gore so Mount Gephel in Gurla Mandhata.

## Regije
Fizično lahko Tibet razdelimo na dva dela, na »jezersko regijo« na zahodu in severozahodu ter na »rečno regijo«, ki se razprostira na treh straneh prve na vzhodu, jugu in zahodu. Imena regij so uporabna za primerjavo njihovih hidroloških struktur in tudi za razlikovanje njihovih različnih kulturnih rab, ki so nomadske v »jezerski regiji« in poljedelske v »rečni regiji«. Kljub veliki velikosti in gorski naravi so podnebne spremembe na Tibetanski planoti bolj enakomerne kot nenadne. »Rečna regija« ima subtropsko visokogorsko podnebje z zmernimi poletnimi padavinami, ki v povprečju znašajo okoli 500 milimetrov na leto, dnevne temperature pa se gibljejo od okoli 7 °C pozimi do 24 °C poleti – čeprav so noči hladnejše za kar 15 °C. Količina padavin enakomerno upada proti zahodu in doseže le 110 milimetrov v Lehu na robu te regije, medtem ko temperature pozimi postajajo vedno nižje. Na jugu je »rečna regija« omejena s Himalajo, na severu s širokim gorskim sistemom. Sistem se na nobeni točki ne zoži na eno samo območje; na splošno so trije ali štirje po njeni širini. Kot celota sistem tvori razvodje med rekami, ki tečejo v Indijski ocean – Ind, Brahmaputra in Salven ter njenimi pritoki – ter potoki, ki se izlivajo v neizsušena slana jezera na severu.
Za »rečno regijo« so značilne rodovitne gorske doline in vključuje reko Yarlung Tsangpo (zgornji tok Brahmaputre) in njene glavne pritoke, reko Njang, Salven, Jangce, Mekong in Rumeno reko. Kanjon Yarlung Tsangpo, ki ga tvori podkvast ovinek reke, kjer ta teče okoli Namča Barva, je najgloblji in verjetno najdaljši kanjon na svetu. Med gorami je veliko ozkih dolin. Doline Lasa, Šigatse, Gjantse in Brahmaputra so brez permafrosta, prekrite z dobro prstjo in nasadi dreves, dobro namakane in bogato obdelane.
Dolino Južnega Tibeta tvori reka Yarlung Zangbo v srednjem toku, kjer potuje od zahoda proti vzhodu. Dolina je dolga približno 1200 kilometrov in široka 300 kilometrov. Dolina se spusti s 4500 metrov nad morjem na 2800 metrov. Gore na obeh straneh doline so običajno visoke okoli 5000 metrov. Tukajšnja jezera so jezero Paiku in jezero Puma Jumco.
»Jezersko območje« se razteza od jezera Pangong Tso v Ladaku, jezera Rakšastal, jezera Jamdrok in jezera Manasarovar blizu izvira reke Ind do izvirov Salvene, Mekonga in Jangceja. Druga jezera so Dagze Tso, jezero Nam in Pagsum Tso. »Jezersko območje« je suha in z vetrom brita puščava. Tibetanci to regijo imenujejo Chang Tang (Byang thang) ali 'Severna planota'. Široko je približno 1100 km (700 milj) in pokriva približno enako območje kot Francija. Zaradi izjemno visokih gorskih ovir ima zelo sušno alpsko podnebje z letno količino padavin okoli 100 milimetrov (4 in) in nima rečnega izliva. Gorovja so razprostrta, zaobljena, nepovezana, ločena z ravnimi dolinami. Pokrajina je posejana z velikimi in majhnimi jezeri, običajno slanimi ali alkalnimi in jih sekajo potoki. Zaradi prisotnosti neprekinjenega permafrosta nad Chang Tangom so tla močvirnata in pokrita s travnatimi grmi, kar spominja na sibirsko tundro. Med seboj se prepletajo slana in sladkovodna jezera. Jezera so na splošno brez iztoka ali pa imajo le majhen iztok. Nahajališča so sestavljena iz sode, pepelike, boraksa in kuhinjske soli. Jezersko območje je znano po velikem številu vročih vrelcev, ki so široko razširjeni med Himalajo in 34° S., vendar jih je največ zahodno od Tengri Nora (severozahodno od Lase). V tem delu Tibeta je tako močan mraz, da so ti izviri včasih predstavljeni s stebri ledu, pri čemer je skoraj vrela voda zmrznila med izlivom.

## Podnebje
Podnebje v Tibetu je devet mesecev v letu zelo suho, povprečna letna snežna padec pa je le 46 cm zaradi učinka padavinske sence. Zahodni prelazi vsako leto prejmejo majhne količine svežega snega, vendar ostanejo prehodni vse leto. Nizke temperature prevladujejo po vseh teh zahodnih območjih, kjer mračno puščavo ne ublaži nobeno rastlinje, večje od nizkega grmovja, in kjer veter nenadzorovano briše čez velika prostranstva sušnih ravnic. Indijski monsun ima določen vpliv na vzhodni Tibet. Severni Tibet je izpostavljen visokim temperaturam poleti in močnemu mrazu pozimi.

### Učinki podnebnih sprememb
Tibetanska planota vsebuje tretje največje skladišče ledu na svetu. Čin Dahe, nekdanji vodja kitajske meteorološke uprave, je dejal, da bo nedavna hitra stopnja taljenja in višje temperature kratkoročno dobra za kmetijstvo in turizem; vendar je izdal močno opozorilo:
»Temperature se dvigajo štirikrat hitreje kot drugod na Kitajskem, tibetanski ledeniki pa se umikajo hitreje kot kjerkoli drugje na svetu. Kratkoročno bo to povzročilo širjenje jezer in prineslo poplave in blatne tokove. Dolgoročno so ledeniki življenjska doba za azijske reke, vključno z Indom in Gangesom. Ko bodo izginili, bodo zaloge vode v teh regijah ogrožene.«

## Tibet v zadnjem ledeniškem obdobju
Danes je Tibet najpomembnejša ogrevalna površina ozračja. V zadnjem ledeniškem obdobju je okoli 2.400.000 kvadratnih kilometrov ledene plošče pokrivalo planoto. Ta poledenitev je potekala v skladu z znižanjem snežne meje za 1200 metrov. Za zadnji ledeniški maksimum to pomeni znižanje povprečne letne temperature za 7 do 8 °C ob manjši količini padavin v primerjavi z današnjo.
Zaradi tega padca temperature se je domnevno bolj suho podnebje glede na napajanje ledenika deloma kompenziralo z manjšim izhlapevanjem in povečano relativno vlažnostjo. Zaradi svoje velike razsežnosti je bila ta poledenitev v subtropih najpomembnejši podnebno tuj element na zemlji. Z albedom okoli 80-90 % je to ledeno območje Tibeta odbilo vsaj 4-krat večjo globalno energijo sevanja na površino v vesolje kot led v notranjosti na višji geografski širini. Takrat je bila najpomembnejša ogrevalna površina atmosfere – kar je danes, torej medledeniško, Tibetanska planota – najpomembnejša hladilna površina.
Manjkalo je letno območje nizkega tlaka, ki ga povzroča vročina nad Tibetom kot motor poletnega monsuna. Poledenitev je tako povzročila prekinitev poletnega monsuna z vsemi globalno-klimatskimi posledicami, npr. pluviali v Sahari, širjenje puščave Thar, močnejši dotok prahu v Arabsko morje itd., pa tudi premik gozdne meje in vseh gozdnih pasov navzdol od alpsko-borealnih gozdov vse do polvlažnih sredozemskih gozdov, ki so nadomestili holocenske monsunsko-tropske gozdove na Indijski podcelini. Toda tudi premiki živali, vključno z jelenom Rusa timorensis daleč v južno Azijo, so posledica te poledenitve.
Kljub močni ablaciji, ki jo je povzročila močna insolacija, je izpust ledenikov v notranje-azijske kotline zadostoval za nastanek jezer taline v porečju Čaidam, porečju Tarim in puščavi Gobi. Padec temperature (glej zgoraj) je bil v prid njihovemu razvoju. Tako je bila glinasta frakcija, ki je nastala pri čiščenju tal pomembne poledenitve, pripravljena za izpihovanje. Izpihovanje limnitov in eolski transport na dolge razdalje sta bila povezana s katabatskimi vetrovi. V skladu s tem je bilo tibetansko poledenitev dejanski vzrok za ogromno proizvodnjo puhlice in transport materiala v kitajsko osrednje in nižinsko območje, ki se je nadaljevalo proti vzhodu. V ledeni dobi je katabatski zračni tok – ime »zimski monsun« ni povsem pravilno – pihal vse leto.
Ogromen dvig Tibeta za okoli 10 mm/leto, merjen s triangulacijami od 19. stoletja in potrjen z glaciogemorfološkimi ugotovitvami ter seizmološkimi raziskavami, je enak dvigu Himalaje. Vendar so te količine dvigov veliko preveč pomembne za primarno tektonsko dvigovanje visoke planote, ki poteka le epirogenetsko. Pravzaprav jih je mogoče bolje razumeti s superponiranim glacioizostatičnim kompenzacijskim gibanjem Tibeta okoli 650 m.
Alternativno mnenje nekaterih znanstvenikov je, da so ledeniki na Tibetanski planoti ostali omejeni na vse podatke, objavljene od leta 1974 v literaturi, na katero se sklicuje Kuhle (2004), ki so pomembni glede največjega obsega ledu.
- Himalaja blizu Lase
- Tibet je na Tibetanski planoti, ki je najvišja regija na svetu
- Tibetanska planota in okoliška območja nad topografijo 1600 m
- Tibetanska planota leži med Himalajsko verigo na jugu in nižino Takla Makan na severu
- Jezero Pangong Tso
- Z ledeniki pokrite gore v Tibetu
- Animacija gora z ledeniki v Tibetu

## Naravni viri

### Gozdno območje
Nekdanja bujna gozdna območja, kot je Kongpo v jugovzhodnem Tibetu, so se spremenila v lunino pokrajino. Več kot 40 % gozda je bilo posekanega za izkoriščanje lesa, ki se nato izvozi in zato ne koristi lokalnemu prebivalstvu. Leta 1949 so gozdovi pokrivali 222.000 km² ali skoraj polovico površine Francije. Leta 1989 je bila izkrčena polovica gozdne površine.
Leta 1998 je glede na študijo zasebnega ameriškega inštituta World Watch Institute krčenje gozdov doseglo 85 %.

### Rude
Tibet je bogat z minerali: zlato, uran, krom, premog, baker, sljuda, boraks…

## Naravni rezervati

### Unescova svetovna dediščina
- Naravni rezervat za pande v Sečuanu; naravni rezervat Volong v okrožju Venčuan v pristojnosti avtonomne prefekture Aba Tibetan in Čjang, 130 km od Čengduja, glavnega mesta province Sečuan. Rezervat je bil ustanovljen leta 1963, preden je leta 1979 postal biosferni rezervat. Rezervat pokriva površino približno 7000 km². Na tem mestu živi približno 300 velikih pand, od tega polovica v naravi, medtem ko je bilo leta 2007 na svetu le okoli 1600 velikih pand.
- Krajinski park doline Džjudžajgov
- Zavarovana območja v narodnem parku treh vzporednih rek v provinci Junan vključuje osem skupin zavarovanih območij na površini 1,7 milijona hektarjev. 3 reke so Jangce, Mekong in Salven. Kavagebo, ki je v tibetanski avtonomni prefekturi Dêqên, je vključen v ta park z ledenikom Mingjongčja, ki se spušča do nadmorske višine 2700 m. Leta 2003 je bil uvrščen na Unescov seznam svetovne dediščine.

### Naravni rezervati
- Narodni park Pota tso je zaščiten park, odprt julija 2007, 22 km od Šangri-La (prej Džongdian) in se razprostira na približno 2000 km² ali 17 % tibetanske avtonomne prefekture Dêqên v provinci Junan. Aprila 2008 je v vasi Luodži izbruhnil požar neznanega izvora in jo delno požgal.
- Naravni rezervat Čomolangma je biosferni rezervat v avtonomni regiji Tibet. Ustreza severnemu delu masiva Everesta. Z narodnim parkom Sagarmatha v Nepalu sodeluje pri zaščiti gorovja Everest.
- Veliki kanjon Yarlung Tsangpo je najdaljši in najgloblji kanjon na svetu. Izrezala ga je reka Yarlung Tsangpo, ko je prečkala vzhodni del Himalaje. Naravni rezervat je bil ustanovljen leta 1988.
- Naravni rezervat Treh rek je v tibetanski avtonomni prefekturi Jušu v provinci Činghaj, kjer izvirajo tri največje kitajske reke: reka Jangce ali Čang Džjang, Rumena reka ali Huáng hé in Mekong ali Lancang Džjang.
- Naravni rezervat Jading, kjer so tri svete tibetanske gore Šenrezig, Džambejang in Čanadorje v sedanji tibetanski avtonomni prefekturi Garzê. Regijo je leta 1928 raziskoval Joseph Rock.
- Naravni park Hoh Xil, ki združuje velik del masiva Kunlun in Čang Tang (severno od Tibetanske planote), je bil ustvarjen za zaščito pomembnih živalskih vrst, ki so prisotne na tem ozemlju: tibetanske antilope (širou), divji jaki, hemioni, medvedi in volkovi.